# SN 393
SN 393 は、393年さそり座に出現した超新星である。中国の歴史書、『宋書』「天文志」に次のような記録がある。
この記録にある「太元十八年二月」は西暦393年の2月27日から3月28日、同じく「九月」は10月22日から11月19日に相当する。「尾宿」は、さそり座のε星、μ星、ζ星、η星、θ星、ι星、κ星、λ星、ならびにυ星の9星からなる鉢の形をした星宿で、蠍の南半分に当たる。客星の明るさは-1等に達したと推定され、肉眼で見えなくなるまでに約8ヵ月を要した。この客星の減光の長さから、突発的な増光が超新星に由来することを示している。
超新星爆発によって恒星から吹き飛ばされる物質は、周囲の恒星間物質を一掃し、ガスとプラズマから構成される超新星残骸を形成する。1975年、SN 393が観測された領域には、7つの超新星残骸しか知られていなかった。その最大等級から、SN 393は当初、1万パーセク近辺の距離で起こったと推定されていた。この推定が正しければ、3つの候補が残る。1つめの候補G350.0-1.8は推定年齢が8000歳であり、SN 393の残骸としては古すぎる。2つめの候補G348.5+0.1とG348.7+0.3は約1万パーセクとちょうど良い位置にあり、推定年齢は1500歳である。しかし、この超新星は塵の多い銀河面に沿ったところで発生しており、8ヵ月も裸眼で見えたことは説明しにくい。
1996年、ROSAT All Sky Surveyは、この領域に新しい超新星残骸RX J1713.7-3946を発見した。2年後、これはSN 393の残骸の可能性が高いことが提案された。1999年に行われた観測では、この残骸は6000パーセク離れたHII領域G347.611 +0.204と相互作用していることが示唆された。しかし2003年の観測では、距離は1000パーセクとされた。この推定は、2004年に行われた、残骸と地球との間の物質のX線と中性水素吸収線の研究で支持された。残骸の角直径を70′とすると、物理的な直径は20パーセクとなる。
超新星残骸RX J1713.7-3946は、質量が少なくとも15太陽質量の恒星のII型超新星またはIb型超新星と一致する。爆発により約1.3 × 1051 ergのエネルギーが発生し、3太陽質量分の物質を周囲の恒星間空間に噴出した。